# 硝子軟骨

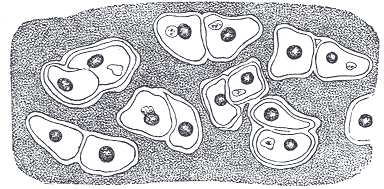

硝子軟骨（しょうしなんこつ、ガラスなんこつ、英: hyaline cartilage）とは関節軟骨、骨端板、肋軟骨、気管軟骨、喉頭軟骨などを構成する軟骨。硝子軟骨の基質はゲル状であり、その約70%は電解質を含む水分で構成されている。軟骨細胞は基質中の軟骨小腔内に存在する。

## 特徴
- 肋軟骨、関節軟骨、気道軟骨等で観察される。また、発生段階において一時的に存在する硝子軟骨もあり、後に軟骨内骨化によって骨に置き換えられる。
- 血管が存在しない。
- Ⅱ型コラーゲンを含む。
- 軟骨膜に囲まれる。
- 耐圧性はあるが弾力性は殆ど無い。